# Grigori Laptchenko
Grigori Laptchenko (en russe : Лапченко, Григорий Игнатьевич) (également Labchenko ou Lapa, 1801-1876), 25 janvier 1801 (6 février dans le calendrier grégorien) est un peintre russe, peintre historique, portraitiste, académicien de l'Académie russe des Beaux-Arts (1842). Il a épousé le modèle italien Vittoria Caldoni, avec laquelle il s'est installé en Russie durant plusieurs années. Au milieu de sa vie, il devient aveugle. En raison de divers évènements son patrimoine pictural s'est perdu. Selon M. Rakova, Laptchenko a démontré que sa peinture relie le classicisme et le naturalisme, ce qui est une des caractéristiques de années 1840 avec son académisme et son romantisme.

## Biographie
Il n'existe que des informations disparates sur la vie et la carrière de Grigori Laptchenko. L'essentiel en est contenu dans la correspondance d'Alexandre Ivanov et dans un répertoire de l'académie des arts. Durant un siècle environ a prévalu dans la littérature artistique une version selon laquelle il était le serf du comte Mikhaïl Semionovitch Vorontsov. Cependant, au XXe siècle sa propre autobiographie a été découverte qui provenait des réponses à un formulaire d'enquête de 1869 destinées à préparer l'annuaire de l'académie. De ces documents il résulte que Grigori Laptchenko était les fils du cosaque Ignatia Vassilevitch Lapa et d'Irina Ivanovna Petrenko (ou Petroutchenko). Son père fut également sacristain dans l'église de son village natal Valiava (Oblast de Tcherkassy). Selon l'historienne Rita Giuliani de l'Université de Rome « La Sapienza », le statut de cosaque n'excluait pas celui de serf, en tout cas à l'époque de Catherine II. Il est également repris sous la mention serf dans le répertoire de l'Académie des beaux-arts de l'année 1879.
À partir de l'âge de onze ans Grigori étudie à Korsoun-Chevtchenkivsky chez un propriétaire foncier artiste amateur, puis à Bila Tserkva chez I. Nikitine, ancien professeur du prince Grigori Potemkine. Le talent du jeune peintre est remarqué par le comte Mikhaïl Semionovitch Vorontsov , et, grâce à son intercession et à ses revenus, durant les années 1822 à 1829 Laptchenko a pu étudier à l'Académie russe des Beaux-Arts dans la classe d'Andreï Ivanov (peintre) (le père d'Alexandre Ivanov). Il a pu s'installer un atelier dans la maison de Vorontsov, ce qui était un endroit agréable pour pratiquer sa peinture quand il n'était pas avec son professeur Andreï Ivanov. En 1825, pour ses dessins d'après nature il obtient la médaille d'argent de seconde classe. En 1829, il présente à l'Académie un tableau qui lui vaut une grande médaille d'or offerte par la Société impériale d'encouragement des beaux-arts. D'après la critique d'art Giuliani , Grigori Laptchenko avait toujours le statut de serf et était inscrit pour ses études sous la dénomination d'étudiant étranger. Avec Andreï Ivanov, on sait qu'il s'est rendu à Rome en Italie (sa pension étant payée pour moitié par le comte M. Vorontsov et pour moitié par la Société d'encouragement des beaux-arts), et qu'il y a réalisé des copies d'œuvres de maîtres italiens. À cette époque certaines de ses œuvres ont été conservées à Odessa dans l'ancien Palais Vorontsov (Odessa), en tout cas jusqu'en 1941. Parmi les œuvres commandées par M. Vorontsov se trouve Philomène brodant en prison.

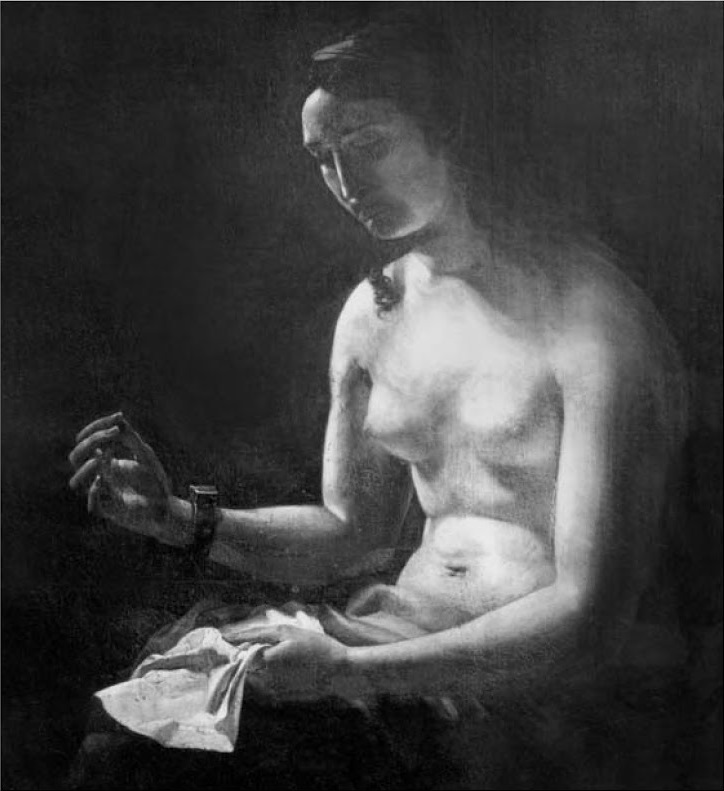
Philomène en prison brodant. Musée Aloupinski vers 1830

| |
| Portrait de l'historien Ivan Kaïdanov . Toile, huile. 68 × 58 . Musée de l'État de l'oblast de Riazan I. Pojalostina.Entre 1823 et 1829 |

|                                                                                                  |
| Portrait de Dmitrij Petrovič Buturlin (it). Toile, huile. 68 × 57. Musée Aloupkinski, après 1842 |

## Rome.Suzanne et les vieillards

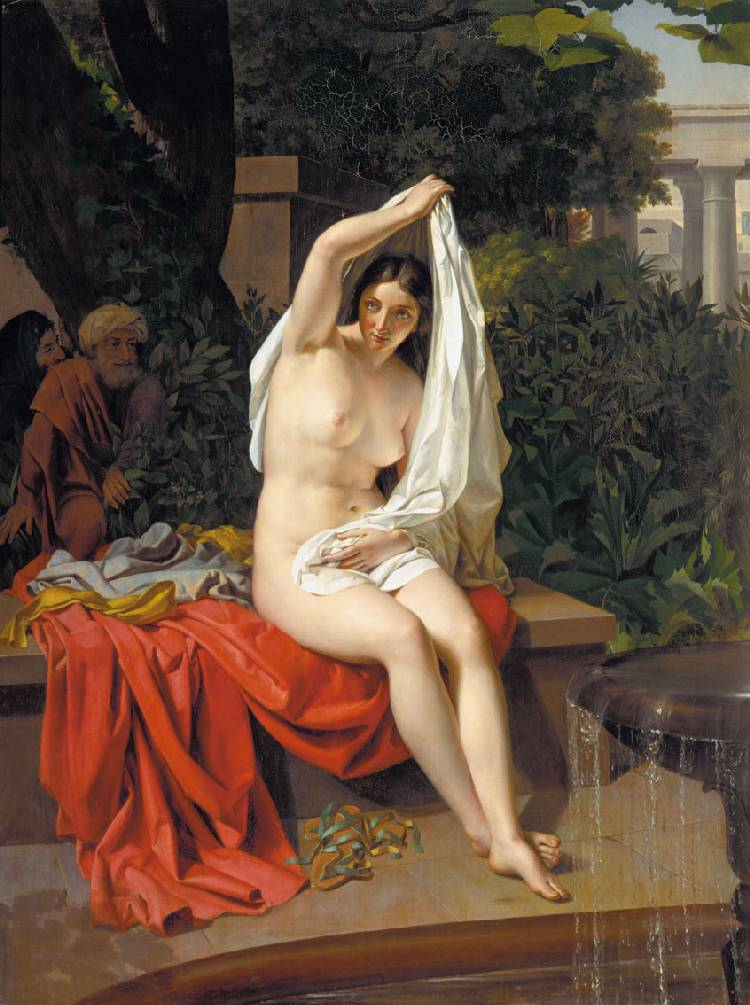
Suzanne et les vieillards. Toile, huile., Musée russe, 1831

À Rome, Alexandre Ivanov et Grigori Laptchenko prennent en location des ateliers voisins situés Via Sistina sur la colline Pincio, où s'installaient les artistes étrangers . Les peintres russes communiquaient étroitement, discutaient et se conseillaient mutuellement pour le travail; quand Ivanov était malade, Laptchenko écrivait sous sa dictée et l'aidait à garder des contacts avec sa famille . En 1831 ils se sont rendus à Albano Laziale, où ils ont loué une chambre dans la famille Caldoni, dont la fille aînée Vittoria Caldoni était un modèle réputé. Ivanov et Laptchenko ont rapidement trouvé un chemin d'entente avec Vittoria Caldoni; selon la critique d'art Rita Giuliani, ils se sont comportés plus facilement et plus correctement que les peintres allemands. Quand ont-ils fait connaissance, on ne le sait pas exactement; mais dans les lettres d'Ivanov à ses sœurs durant l'été 1831, Vittoria est mentionnée plusieurs fois, ainsi que ce dont ils avaient parlé à l'occasion de leur rencontre .
Après l'été 1831 à Albano Laziale, Alexandre Ivanov part en voyage en Italie tandis que Laptchenko reste à Albano. Il a en tête un projet de tableau sur le sujet académique traditionnel de Suzanne et les vieillards, qui est très populaire dans la culture russe. Vittoria Caldoni a accepté, à 26 ans, de poser nue pour Laptchenko pour la première fois pour ce tableau. Dès le 10 octobre 1831, Laptchenko signale à l'Académie des beaux-arts que le tableau est terminé. La toile est envoyée à Saint-Pétersbourg et est exposée lors de la grande exposition de l'Académie, ouverte à partir d'octobre 1833. La composition du tableau suivait strictement les canons académiques, et c'est de là que vient la stature sculpturale de Suzanne; le peintre se permettant un certain érotisme, admis dans l'art russe de l'époque. En même temps, la pose du modèle manque un peu de naturel, est un peu sèche, et les plantes qui forment le fond semblent un peu forgées dans du métal . Le professeur de Laptchenko à Saint-Pétersbourg Andreï Ivanov (qui est le père d'Alexandre Ivanov) n'apprécia pas ce tableau. Il écrit à son fils Alexandre que Laptcenko n'a pas présenté au public la Suzanne biblique mais un quelconque modèle placé dans une position qui séduit le spectateur. Selon N. A. Iakovleva, c'est une tendance de la peinture académique de l'époque d'effacer la ligne séparant les représentations bibliques et celles antiques des personnages mythologiques. Leur différence ne subsiste qu'en fonction de leur nom et du sujet de l'intrigue qui est représentée .
Andreï Ivanov, tout en condamnant la composition Suzanne et les vieillards du point de vue moral, fait dans le tableau des découvertes artistiques intéressantes: principalement le contraste entre la partie ombrée de la toile et le vêtement blanc que tient Suzanne ainsi que la transition entre ce blanc et la carnation du corps nu. Le volume du corps de Suzanne est ample et semble un peu à l'étroit dans son cadre. Le critique М. Rakova remarque que la pose du modèle et sa plasticité donnent l'impression que le corps est fait de bois poli. N. A. Iakovleva apprécie au contraire l'ensemble parfait que forme le travail fini de Laptchenko et en particulier le lien étroit entre la toile et les sentiments qu'éprouvait l'artiste pour son modèle. C'est cela qui lui a fait choisir la pose la plus avantageuse pour Vittoria sans penser au sujet même de l'œuvre . L'empereur Nicolas Ier, après avoir visité l'exposition, ordonna toutefois de déplacer la toile dans une autre salle pour ne pas créer d'émotions déplacées dans le public .

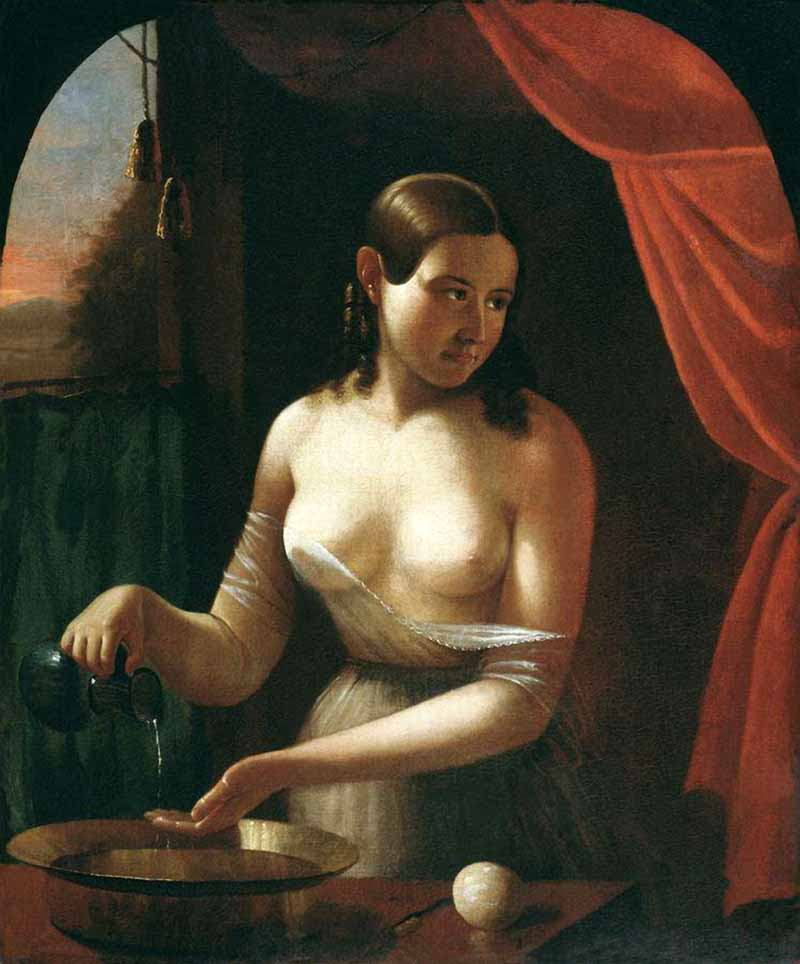
Matin Toile, huile,. Musée des beaux-arts de Kharkov, années 1830 (?)

Dans les lettres d'Alexandre Ivanov de l'année 1833, il est fait mention d'un portrait séparé de Vittoria par Laptchenko. Il est possible qu'il ait été conservé. Mais duquel s'agit-il? La toile de petite dimension (20 × 14) intitulée Matin rappelle Matin italien de Karl Brioullov qui utilise également des solutions techniques telles que la teinte métallique des peintures habituelles chez Laptchenko. Dans les formulaires des inventaires remplis par Laptchenko il n'est pas fait mention de cette toile Matin sur laquelle figure pourtant sa signature. Rita Giuliani soutient que le nom Toilette matinale aurait mieux convenu pour cette toile qui représente une fille à moitié nue, de type méditerranéen devant une bassine de toilette ; de plus le modèle ne ressemble pas à Vittoria Caldoni. R. Giuliani date ce tableau de 1831. Mais ce n'est pas selon elle le portrait de Vittoria dont parle Ivanov dans sa correspondance.
Au printemps 1834, Alexandre Ivanov écrit à Laptchenko qu'il a l'intention de peindre Vittoria en Notre-Dame-des-Affligés. Dans la même lettre est mentionnée pour la première fois la relation entre le modèle Vittoria Caldoni et l'artiste Laptchenko qui s'est manifestement transformée en des liens plus étroits qu'auparavant. Ivanov écrit: «Si tu m'avais clairement dit qu'elle était ta promise j'aurais eu un respect aussi profond pour elle que pour toi ». Ces relations ont provoqué un émoi parmi la communauté artistique de Rome du fait que jusqu'alors Vittoria n'avait jamais répondu aux espérances amoureuses d'autres artistes. A. Ivanov était aussi inquiet parce qu'il craignait que son ami Laptchenko abandonne le métier d'artiste.
C'est à cette époque que se déclare la maladie de Laptchenko et qui était apparemment une dystrophie de la rétine. Sa vision en est considérablement affaiblie et affecte la qualité de son travail de peintre, qu'il n'abandonne cependant pas. Pour aider son ami, Alexandre Ivanov l'emmène chez un médecin spécialiste à Naples. Mais cela fait traîner en longueur le travail sur le tableau Portrait d'une paysanne romaine représentant une femme avec un panier à pain et pour lequel il semble que Vittoria fût le modèle. Finalement la tableau a été présenté tel quel à l'empereur Alexandre II lors de sa visite à Rome en 1839. Bien que le tableau ait finalement été acheté à un prix élevé, aucune trace n'en a jamais été retrouvée . Parmi les autres commandes que Laptchenko a lui-même renseigné, on trouve encore comme commanditaires: la mission russe à Rome, le prince Gagarine et même l'ambassade russe à Londres.
Les mariages entre les modèles italiens et les artistes russes n'étaient pas rares à cette époque, mais ils exigeaient un changement de confession religieuse. Oreste Kiprensky, pour pouvoir épouser Anne-Marie Falcucci, a été obligé de se convertir au catholicisme, parce que les mariages entre chrétiens orthodoxes et catholiques étaient interdits dans les États pontificaux. La question du changement de confession dans le cas des époux Laptchenko-Caldoni reste insoluble. Dans un questionnaire sur sa biographie, rempli en 1869, Laptchenko affirme qu'il s'est marié le 29 septembre 1839 alors que ni lui (orthodoxe) ni Vittoria (catholique) n'avaient changé de confession religieuse. А. Gold, dans sa thèse, écrit, au contraire, que Vittoria Caldoni est devenue orthodoxe. Le lieu de leur mariage reste inconnu, mais il n'eut pas lieu à Albano Laziale, car il n'y a pas de renseignement dans le registre paroissial de la ville à ce sujet. Il existe aussi une version qui prétend qu'ils se seraient mariés secrètement en Italie (par exemple dans une église russe proche de l'ambassade), puis auraient légalisé leur relation en Russie où il n'était pas nécessaire entre catholiques et orthodoxes d'obtenir une autorisation et où c'était le prêtre orthodoxe qui réglait lui-même ce genre de problème pratique.
Au cours des dernières années passées à Rome, Laptchenko a fait la connaissance de son compatriote Nicolas Gogol. La critique Rita Р. Giuliani développe le rôle joué par Vittoria Caldoni dans la formation des images du roman de l'écrivain Gogol L'Annunziata, transposées plus tard dans le roman intitulé Rome. Toutefois cette approche n'est pas venue d'une communication personnelle avec Vittoria, mais par des tableaux réalisés avec elle comme modèle par des peintres allemands, notamment Franz Ludwig Catel. Plusieurs autres portraits graphiques ont été retrouvés dans la collection du Musée de l'Ermitage dans les années 1990. Ils sont conservés dans l'album de Vassili Joukovski et ont pu être acquis par ce dernier lors de ses séjours en Italie en 1833 ou de 1838 à 1839.

## Retour en Russie. Dernières années

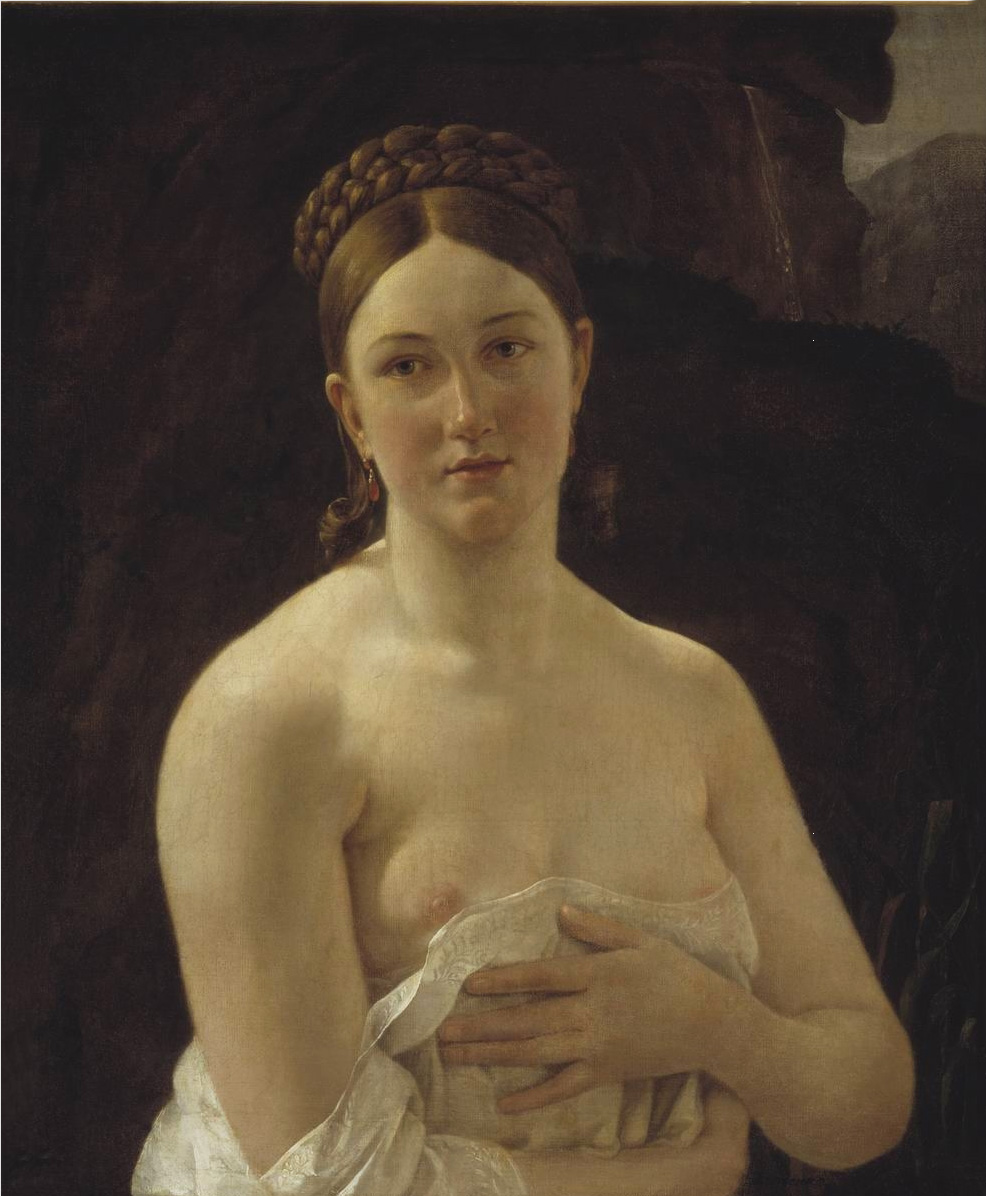
La Baigneuse Toile, huile.. Galerie Tretiakov. Début des années 1830 (?)

Au printemps de l'année 1839, les époux Laptchenko, étaient déjà en Russie. Le peintre a transféré sa propriété foncière à son épouse pour qu'elle dispose d'un capital suffisant. Avant le départ il achète encore un vignoble au moyen d'un emprunt auprès de la sœur de Vittoria, Clémentine. Il charge Alexandre Ivanov de gérer ses biens immobiliers et ses dettes en Italie et lui demande de traiter la correspondance en italien pour que Vittoria puisse suivre ses affaires elle-même sans traduction une fois qu'elle serait en Russie . Les lettres d'Ivanov sont en fait les sources principales de renseignements sur la vie du couple Laptchenko en Russie.
En 1841 (peut-être en 1843), est né le fils unique du couple: Sergueï. Durant les années qui suivent en 1841-1842, Laptchenko est dans une situation financière difficile et est souffrant. Il introduit une demande pour obtenir le titre d'académicien à Saint-Pétersbourg pour son travail sur le tableau Suzanne et les vieillards et il obtient une réponse positive. La toile est acquise par l'Académie et est exposée dans son musée. La situation financière des époux Laptchenko s'est améliorée progressivement dans le courant des années 1840, mais cela a du s'accompagner de déplacement multiples d'un endroit à l'autre. A. Kestner affirme que ceux-ci ont commencé à Tallinn. Dans le catalogue du Musée russe l'auteur affirme que Laptchenko a obtenu un emploi dans le village de Mochny (Oblast de Tcherkassy) , et plus tard à Tcherkassy. Après le décès d'Alexandre Ivanov en 1858 les sources disponibles pour étudier la vie des Laptchneko se réduisent considérablement. Le peintre essaye encore de peindre, mais sa vue déficiente ne lui permet plus de faire face aux difficultés techniques de la peinture. En 1866, Laptchenko est à Mazyr et il envoie à l'Académie la toile Résurrection du Christ dans l'intention de la présenter à l'empereur. Le Conseil de l'Académie juge cette intention inappropriée. Le tableau est repris dans l'inventaire des biens de l'église de Mochné en 1925, puis sa trace disparâit .
Une des rares toiles du peintre qui est conservée (et la seule conservée à la Galerie Tretiakov) est La Baigneuse . Selon l'opinion des chercheurs ukrainiens I. Zatenatski et V. Rouban, ce tableau a été réalisé par Laptchenko dans les années 1840 après son retour d'Italie, quand il s'est installé en Petite Russie. Mais selon les auteurs du catalogue de la galerie Tretiakov il est plus vraisemblable de l'attribuer à la période de vie de l'artiste en Italie, compte tenu de ses problèmes de vision. Le tableau montre un haut niveau technique d'exécution et l'art de travailler avec un modèle nu. Dans les catalogues on ne retrouve sa date de réalisation nulle part. Pavel Tretiakov l'a acquise en 1876 chez Alexander Beggrov (en) à Saint-Pétersbourg .
En 1868 les époux se sont installés à Daugavpils, où leur fils Sergueï enseignait dans un gymnase. À partir de cette époque le couple dépend entièrement du fils Sergueï. En 1866 nait un petit fils du prénom de Platon. En 1871 la famille déménage à Saint-Pétersbourg. À la fin de sa vie Grigori laptchenko obtient le titre d'artiste de classe ce qui lui permet d'accéder au titre civil de conseiller titulaire de la Classe IX de la Table des rangs. Il meurt le 28 mars 1876 et est enterré au cimetière de la Transfiguration de Saint-Pétersbourg.